# Filchneria
Filchneria és un gènere d'insectes plecòpters pertanyent a la família dels perlòdids.

## Hàbitat
En els seus estadis immadurs són aquàtics i viuen a l'aigua dolça, mentre que com a adults són terrestres i voladors.

## Distribució geogràfica
Es troba a Àsia.

## Taxonomia
- Filchneria amabilis (Jewett, 1958)
- Filchneria balcarica (Balinsky, 1950)
- Filchneria furcifera (Navàs, 1936)
- Filchneria heteroptera (Wu, C.F., 1938)
- Filchneria irani (Aubert, 1964)
- Filchneria kuenluensis (Šámal, 1935)
- Filchneria mesasiatica (Zhiltzova, 1971)
- Filchneria mongolica (Klapálek, 1901)
- Filchneria nuristica (Brinck, 1950)
- Filchneria olgae (McLachlan, 1875)
- Filchneria shobhaae (Singh & Ghosh, 1969)
- Filchneria tau (Klapálek, 1908)[5][6][7]